# Шувалов, Павел Андреевич (1830)
Граф Па́вел Андре́евич Шува́лов (14 (26) ноября 1830—7 (20) апреля 1908) — русский военачальник и государственный деятель из рода Шуваловых.
Начальник штаба войск гвардии и Петербургского военного округа, варшавский генерал-губернатор (1894—1896), посол в Берлине (1885—1894). Известен как германофил, проводивший политику сближения с Германской империей. Брат руководителя Третьего отделения Петра Шувалова.

## Биография
Сын обер-камергера графа Андрея Петровича Шувалова (1802—1873) от его брака с Фёклой Игнатьевной Валентинович (1801—1873, вдовой и наследницей екатерининского фаворита Платона Зубова). Родился в Петербурге, крещён 9 декабря 1830 года в Симеоновской церкви при восприемстве князя А. Г. Щербатова и сестры Софьи. Братья и сёстры: Пётр (1827—1889, член Государственного совета), Софья (1829—1912, замужем за членом Государственного совета А. А. Бобринским) и Ольга (1833—1859).

### Военная служба
19 ноября 1841 года Павел Шувалов был зачислен в пажи, 25 июня 1848 года произведён в камер-пажи и 4 сентября того же года был зачислен в Пажеский корпус. По окончании курса наук в Пажеском корпусе 26 мая 1849 г. был произведён в корнеты и зачислен в лейб-гвардии Конный полк. В кампании того же года против венгров участвовал в походе гвардии к западным границам, однако в военных действиях против повстанцев участия не принимал.
11 июля 1854 года был назначен адъютантом при великом князе Николае Николаевиче и участвовал в Крымской кампании. В сентябре и октябре 1854 года состоял при главной квартире главнокомандующего Южной армией князе М. Д. Горчакове, а с октября 1854 по февраль 1855 года находился в осаждённом Севастополе и за отличие в сражении с англо-французами при Инкермане был награждён 24 октября 1854 года орденом св. Анны 3-й степени с мечами. Кроме того, за оборону г. Севастополя был произведён 6 декабря 1855 года в штабс-ротмистры и 26 августа 1856 года получил орден св. Станислава 2-й степени.

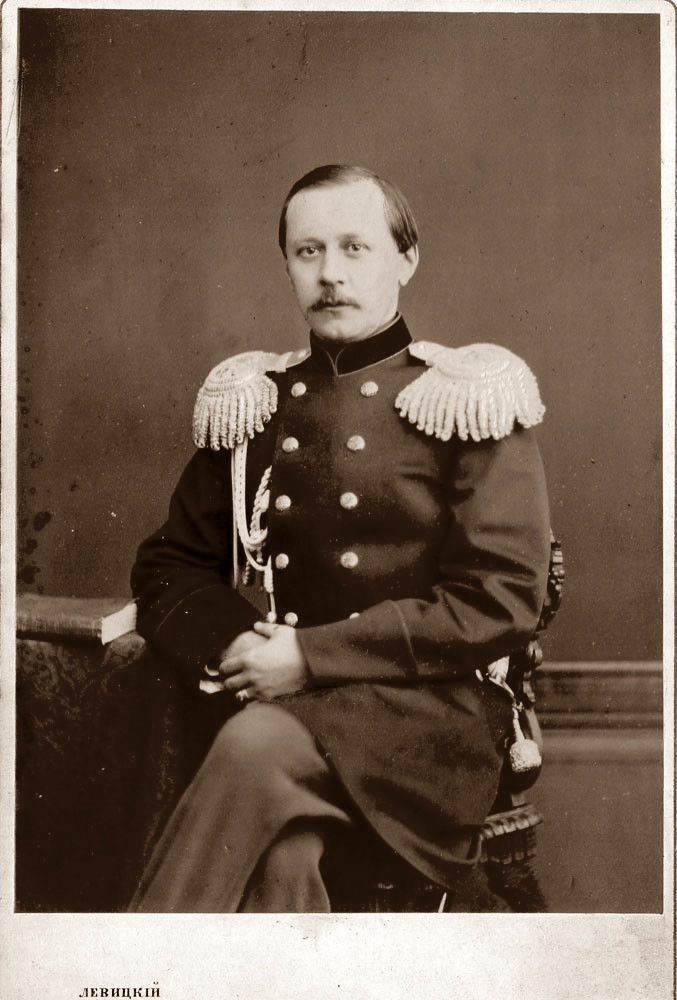
Павел Андреевич Шувалов, 1860-е

12 апреля 1859 года Шувалов был произведён в ротмистры и через несколько дней получил назначение состоять по Военному министерству и военным агентом во Франции с переименованием в подполковники; находился при Наполеоне III во время Итальянской войны. 8 сентября того же года пожалован званием флигель-адъютанта. За отличное выполнение дипломатических поручений при французском дворе Шувалов был 17 апреля 1860 года произведён в полковники.
15 июля 1861 года был назначен исполняющим дела директора Департамента общих дел Министерства внутренних дел и принимал активное участие в работах по освобождению крестьян от крепостной зависимости, 30 августа того же года был удостоен ордена св. Владимира 4-й степени. 25 мая 1863 года назначен командиром лейб-гвардии Стрелкового Его величества батальона, во главе которого принял участие в подавление польского восстания.
30 августа 1864 года Шувалов был произведён в генерал-майоры с зачислением в Свиту его величества; 24 ноября 1864 года назначен командиром лейб-гвардии Семёновского полка. 30 августа 1866 года получил орден св. Владимира 3-й степени.
9 сентября 1867 года назначен начальником штаба войск гвардии и Петербургского военного округа; кроме этого Шувалов, оставаясь в занимаемой должности, был членом Комиссий для рассмотрения вопроса о перевооружении армии, Главного военно-тюремного комитета, Комиссии для составления проекта положения об управлении хозяйственной частью в войсках и, наконец, помощником председателя Главного комитета по устройству и образованию войск. 17 мая 1871 года был произведён в генерал-адъютанты, 13 мая 1873 года — в генерал-лейтенанты. Находясь на посту начальника гвардейского штаба, П. А. Шувалов выступил в 1872 г. одним из семи учредителей Сибирского торгового банка.

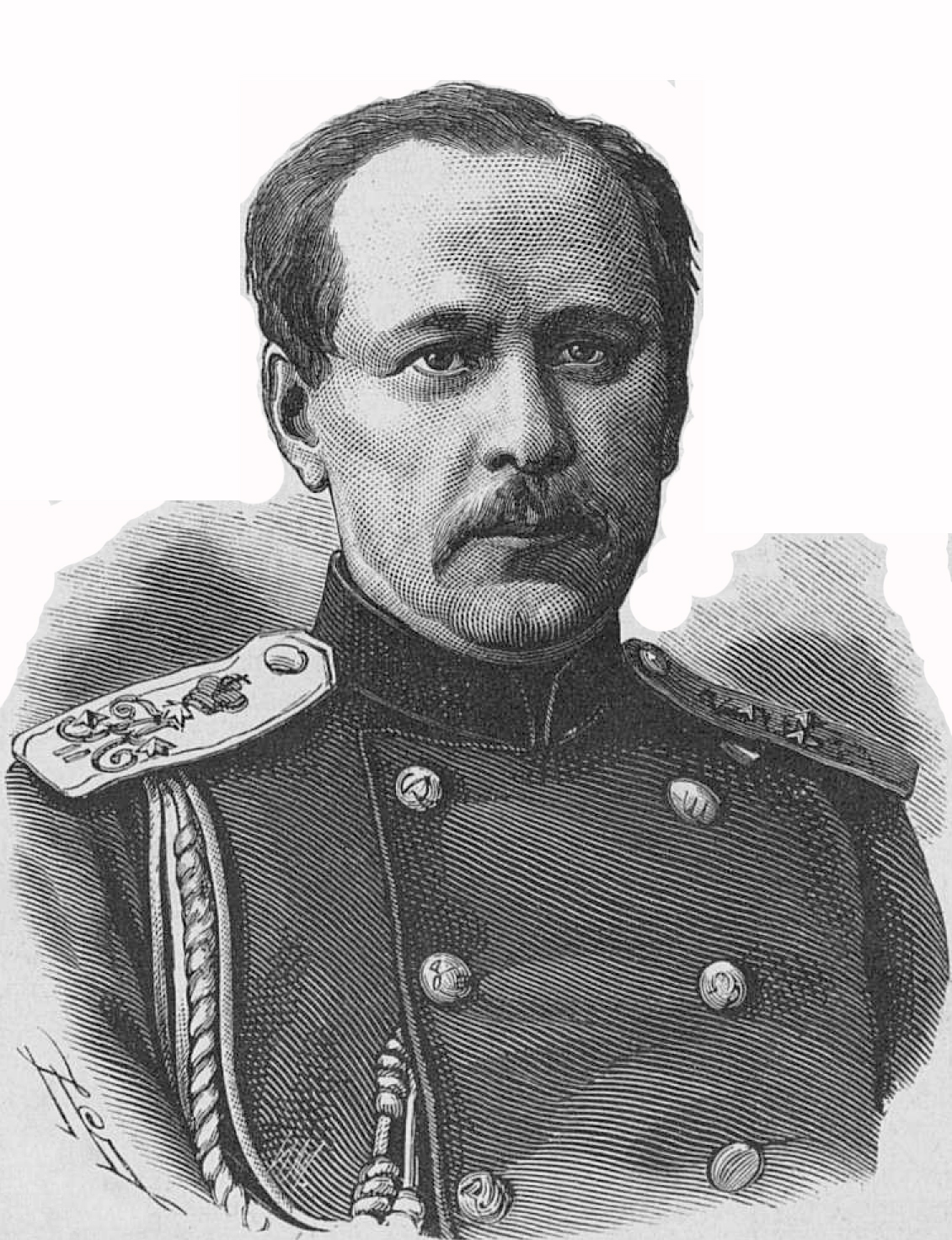
Шувалов Павел Андреевич, 1877

9 августа 1877 года Шувалов был назначен командующим 2-й гвардейской пехотной дивизией. Принимал участие в русско-турецкой войне 1877—1878 гг. и находился в сражениях при Горном Дубняке и на Правецкой позиции; 12 октября 1877 года он был награждён орденом св. Георгия 4-й степени
За особые отличия, оказанные в сражении под Горным Дубняком.
После тяжёлого боя с турками при Ташкисене Шувалов перевалил через Балканы и в 1878 г. участвовал в общем наступлении Западного отряда генерала Гурко на Филиппополь, причём командовал сводным корпусом, состоящим из 2-й гвардейской, 5-й и 31-й пехотных дивизий. После вступления русских войск в Адрианополь Шувалов был назначен временным командующим Гвардейским корпусом. 4 января 1878 г. Шувалов был награждён орденом св. Георгия 3-й степени
В воздаяние отличнаго мужества и храбрости, оказанных в разновременных делах с турками в Декабре 1877 года.
В апреле 1878 года был награждён золотой шпагой с алмазами и надписью «Филиппополь 3, 4 и 5 января 1878 г.», 10 марта 1879 года получил прусский орден «Pour le Merite». По окончании войны Шувалов продолжал командовать свой дивизией; 17 апреля 1879 года был назначен командиром Гренадерского корпуса и 14 марта 1881 года возглавил на постоянной основе Гвардейский корпус.

### В Берлине

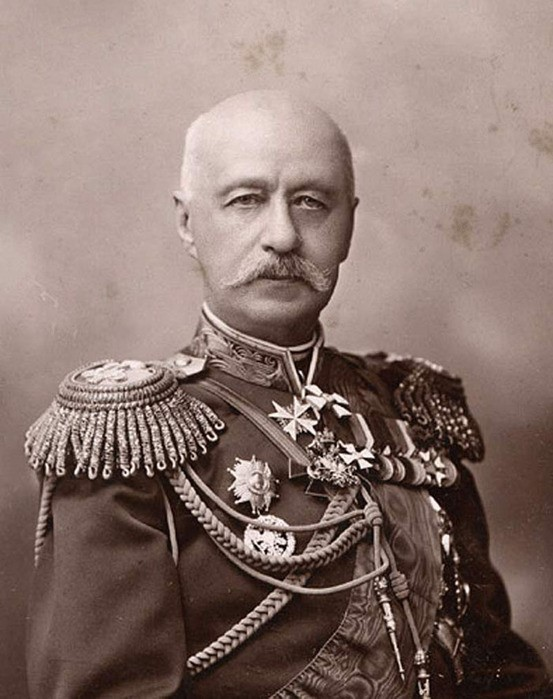
Граф П. А. Шувалов. 1890-е гг.

Шувалов перешёл на дипломатическую службу 1 апреля 1885 года и получил назначение послом в столицу Германской империи — город Берлин. До 1894 года занимал посты Чрезвычайного и Полномочного посла при императоре германском, короле прусском и чрезвычайного посланника и полномочного министра при дворах великих герцогств Мекленбург-Шверина и Мекленбург-Стрелица. Пребывание его здесь совпало с прекращением таможенной войны 1893—1894 гг. и заключением русско-германского договора 1887 года.
Лично Шувалов пользовался расположением как Вильгельма I, так и Вильгельма II, и являлся сторонником прочного сближения России с Германией. 30 августа 1887 года был произведён в генералы от инфантерии.
По должности Шувалов с 1890 по 1894 был почётным председателем Общих собраний берлинского православного Свято-Князь-Владимирского братства и до смерти оставался его почётным членом.

### В Варшаве
С 13 декабря 1894 года Шувалов был варшавским генерал-губернатором и командующим войсками Варшавского военного округа, каковую должность занимал до 12 декабря 1896 года.
14 мая 1896 года Шувалов был назначен членом Государственного совета, однако активного участия в работе совета не принимал. После смерти Александра III удалился на покой.
Скончался 7 апреля 1908 года в Ялте, похоронен в Софийской церкви в селе Вартемяги Санкт-Петербургской губернии.
российские награды:

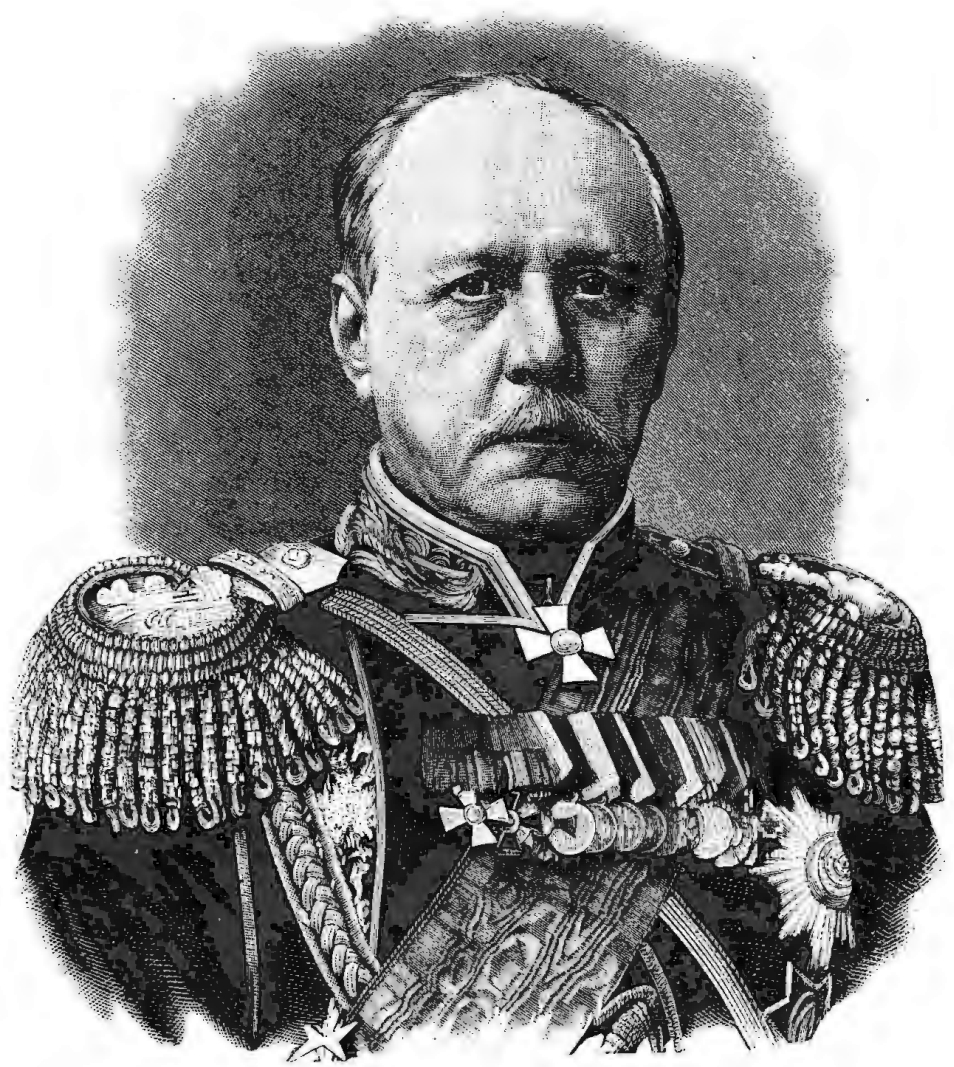
Граф П. А. Шувалов, 1895

- Орден Святой Анны 3-й ст. с мечами и бантом (1854);
- Орден Святого Владимира 4-й ст. (1861);
- Орден Святого Владимира 3-й ст. (1866);
- Орден Святого Станислава 1-й ст. (1868);
- Орден Святой Анны 1-й ст. с мечами (1870);
- Орден Святого Владимира 2-й ст. (1872);
- Орден Белого орла (1875);
- Орден Святого Георгия 4-й ст. (1877);
- Орден Святого Георгия 3-й ст. (1878);
- Золотая сабля «за храбрость» украшенное бриллиантами(1878);
- Орден Святого Александра Невского (30.08.1882);
- бриллиантовые знаки к ордену Святого Александра Невского (30.08.1885);
- Орден Святого Владимира 1-й ст. (30.08.1891);
- Знак отличия за LV лет беспорочной службы (1894);
- Орден Святого Андрея Первозванного (14.05.1896);

иностранные награды:
- Баварский орден Святого Михаила 3 ст.
- Неаполитанский Орден Франциска I 3-й ст.
- Неаполитанский Константиновский орден Святого Георгия
- Вюртембергский орден Короны
- Прусский орден Святого Иоанна Иерусалимского
- Гессен-Дармштадтский орден Филиппа Великодушного 4 ст.
- Баденский Орден Церингенского льва 4 ст.
- Нидерландский орден Льва 3 ст.
- Французский Орден Почётного легиона, кавалерский крест (1852)
- Прусский орден Красного орла 2 ст. (1860)
- Бриллиантовые знаки к прусскому ордену Красного орла 2 ст. (1869)
- Вюртенбергский орден Фридриха 1 ст. (1873)
- Австрийский орден Железной короны 1 ст. (1873)
- Прусский орден Красного орла 1 ст. (1873)
- Прусский орден Красного орла, большой крест (1874)
- Мекленбург-Шверинский орден Вендской короны 1 ст. (1874)
- Шведский орден Меча, большой крест (1875)
- Черногорская медаль (1878)
- Румынская медаль «За военные заслуги»[англ.] (1878)
- Прусский орден «Pour le Mérite» (1879)
- Бриллиантовые знаки к большому кресту прусского ордена Красного орла (1884)
- Прусский орден Чёрного орла (1886)
- Вюртембергский ордена Короны 1 ст. (1889)
- Румынский орден Звезды 1 ст. (1893)
- Саксен-Веймарский орден Белого сокола (1894)
- бриллиантовые знаки к прусскому ордену Чёрного орла (1895)

## Семья

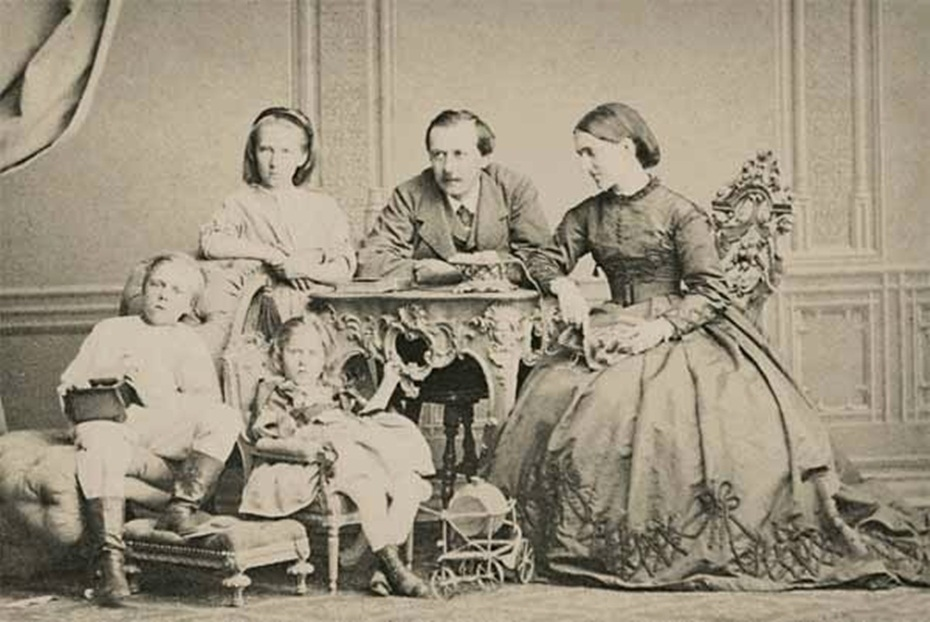
Шувалов с женой Ольгой и детьми (1866)

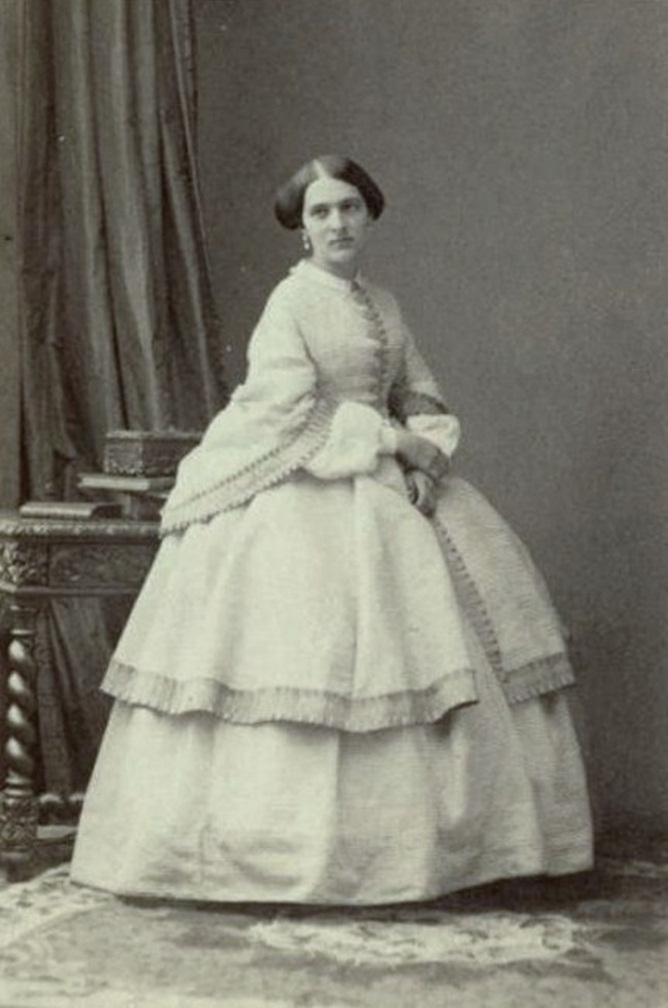
Ольга Эсперовна Шувалова

Шувалов был дважды женат и имел 9 детей:
1. жена (с 25 июля 1855 года) — княжна Ольга Эсперовна Белосельская-Белозерская (17.02.1838—9.12.1869), фрейлина двора, дочь флигель-адъютанта и генерал-майора Э. А. Белосельского-Белозерского. А. Ф. Тютчева писала об их свадьбе: «Молодой граф Шувалов в прошлое воскресенье обвенчался с княжной Белосельской, очень юной, очень красивой и очень богатой»[7]. Умерла от тифа, оставив детей:
  - Андрей Павлович (24.03.1856[8]—01.01.1857[9]), родился в Петербурге, крещен 24 марта в Исаакиевском соборе, крестник графа А. П. Шувалова и княгини Е. П. Кочубей, умер от зубов, похоронен в родовой усыпальнице Шуваловых при усадьбе Вартемяги.
  - Елена Павловна (18.06.1857[10]—1943),  родилась в Петербурге, крещена 29 июня в Исаакиевском соборе, крестница дяди графа П. А. Шувалова и бабушки Т. И. Шуваловой; фрейлина, замужем за генералом от кавалерии Ф. Е. Мейендорфом.
  - Павел Павлович (1859—1905), генерал-майор, градоначальник Одессы и Москвы.
  - Пётр Павлович (06.04.1861, Париж—24.04.1862, Берлин), умер от воспаления легких.
  - Фёкла Павловна (1863—1939), замужем за генерал-лейтенантом Г. Э. Штакельбергом.
  - Мария Павловна (1865—1951), фрейлина, замужем за бароном К. К. Кноррингом.
2. жена (с 7 января 1877 года)[11] — Мария Александровна Комарова (10.03.1852—28.04.1928), дочь профессора Института Корпуса инженеров путей сообщения и Екатерины Николаевны, дочери Николая Лукаша — предполагаемого внебрачного сына Александра I. Многодетная семья Комаровых были небогатой, но предпочитала жить подолгу в Париже. Будучи фрейлиной великой княжны Екатерины Михайловны, Комарова вышла замуж в Рундальском дворце за его владельца графа Шувалова. Благодаря мужу занимала высокие посты при дворе, была гофмейстериной двора великой княжны Марии Павловны; а с 5 апреля 1887 года кавалерственной дамой ордена св. Екатерины (малой величины). По словам графа С. Д. Шереметева, Шувалова была «пышная, неодарённая, павлинообразная женщина, с всегдашним опасением расплакаться»[12].  Умерла в эмиграции в Копенгагене. Дети:
  - Софья Павловна (1877—1917), замужем с 1895 года за князем Г. П. Волконским (1870—1940).
  - Александр Павлович (1881—1935), церемониймейстер
  - Ольга Павловна (1882—1939), фрейлина, замужем за кутаисским вице-губернатором графом В. А. Олсуфьевым.
    - Их дочь Дарья (1909—1963), жена князя Юнио Валерио Боргезе.